# Geschichte Zyperns seit der Kolonialzeit
Hauptartikel: Geschichte Zyperns

## Ausgangslage
Von 1570 bis 1878 war Zypern ein Teil des Osmanischen Reichs. 1878 übernahm Großbritannien im Ergebnis der Zypern-Konvention Zypern als Protektorat, da das Osmanische Reich den Briten die Macht über die Insel als Gegenleistung für deren Unterstützung im Russisch-Türkischen Krieg gewährt hatte. Obgleich in der Vereinbarung nicht erwähnt, handelte die britische Macht in Zypern auch in eigenem Interesse am Suezkanal. Der erste britische Hochkommissar war Generalleutnant Sir Garnet Joseph Wolseley (1833–1913).
Die zunächst die britische Herrschaft begrüßenden Zyperngriechen, die auf Wohlstand, Demokratie und nationale Befreiung hofften, wurden bald ernüchtert. Die Briten erlegten ihnen hohe Steuern auf im Ausgleich für die hohen Zahlungen, die sie dem Sultan für die Überlassung Zyperns zu entrichten hatten. Darüber hinaus enthielt man dem Volk alle Rechte vor, an der Regierung über die Insel mitzuwirken, da der Hochkommissar und London alle Macht beanspruchten.
Einige Jahre später wurde das System reformiert, einige Mitglieder des gesetzgebenden Rates wurden wohl von den Zyprern gewählt, tatsächlich war ihre Beteiligung sehr eingeschränkt.
Die Briten sahen sich auf der Insel vor zwei politischen Herausforderungen. Die erste betraf den Wunsch eines Teils der Bevölkerung nach einem Anschluss an Griechenland (Enosis). Das zweite betraf das daraus resultierende Problem, die beiden ethnischen Gemeinschaften in einem harmonischen Ausgleich zu halten, als die Zyperntürken begannen, auf die Enosis mit dem Ruf nach Abtrennung (Taksim) als Verteidigung gegen die als Bedrohung empfundene Hellenisierung zu reagieren. Die Zyperngriechen konnten darauf verweisen, dass sie eine wesentliche Rolle in der Inselgeschichte gespielt hatten; ihre Zahl lag zwischen drei Vierteln und vier Fünfteln der Inselbevölkerung.
1914 endete Zyperns Status als Protektorat des britischen Weltreichs, als das Osmanische Reich der Entente den Krieg erklärte, deren Mitglied Großbritannien war. Zypern wurde am 2. November durch die Briten annektiert. Während des Ersten Weltkrieges bot Großbritannien Griechenland die Abtretung Zyperns an, sofern es auf Seiten der Entente in den Ersten Weltkrieg eintrat und in Erfüllung von Vertragspflichten Bulgarien angriff, was Griechenland jedoch ablehnte.
Nach dem Ersten Weltkrieg folgte der Griechisch-Türkische Krieg von 1921/22 (auch Türkischer Unabhängigkeitskrieg genannt) der mit dem Vertrag von Lausanne beendet wurde. Darin verzichtete die provisorische türkische Regierung (die Türkei wurde in den Grenzen dieses Vertrages 1923 gegründet) auf alle Ansprüche auf Zypern (Art. 20). Als Ergebnis dieses Vertrags erklärte Großbritannien Zypern 1925 zur Kronkolonie.
In den folgenden Jahren erstrebten Zyperngriechen einen Ausbau ihrer verfassungsmäßigen Freiheiten mit dem Hauptziel der Enosis, dem Anschluss an Griechenland, gegen den Widerstand der britischen und zyperntürkischen Führer.
Die Forderung der Zyperngriechen nach der Enosis verbreitete sich rasch seit den 1930er Jahren, einen entscheidenden Punkt bildeten die zyperngriechischen Unruhen von 1931 und der Brandanschlag auf das Regierungsgebäude in Nikosia. Die britischen Bemühungen zur Einführung einer konstitutionellen Staatsform zur Entwicklung einer gewissen Partizipation unter Ausschluss der Enosis schlugen fehl.
Zwischen Oktober 1931 und Oktober 1940 lag eine für die Zyperngriechen sehr schwierige Epoche. Der Gouverneur Sir Richmond Palmer (1877–1958) erließ zahlreiche Maßnahmen, u. a. Beschränkungen für die Regierung, die Arbeit der griechischen Schulen, das Verbot der Gewerkschaften und der Vereinigungen aller Art. Dieses Unrechtsregime wurde in Namensanlehnung an den Gouverneur „Palmerokratia“ genannt. Sein Ziel war, Forderungen nach Enosis zurückzudrängen. Dies löste heftige Proteste aus. Die Maßnahmen wurden erst Anfang des Zweiten Weltkrieges aufgehoben, als über dreißigtausend Zyprer im britischen Heer dienten.
Nach dem Krieg reichte eine Delegation Zyperns ihre Forderung nach der Enosis in London ein. Diese Forderung wurde zurückgewiesen, aber die Briten schlugen eine liberalere Verfassung und ein Zehnjahresprogramm zur sozialen und ökonomischen Entwicklung vor.
In den 1950er Jahren wurde die zyperngriechische Forderung nach der Enosis unter Erzbischof Makarios mit neuer Eindringlichkeit wiederholt, als Griechenland auf dem internationalen Parkett Unterstützung gewann. Dieser Versuch, die Unterstützung der Weltöffentlichkeit zu erlangen, alarmierte die Türkei und die Zyperntürken.
Es kam zu einem von der EOKA (Ethniki Organosis Kyprion Agoniston) organisierten terroristischen Aufstand gegen die Kolonialmacht. Oberst Georgios Grivas organisierte und leitete den Aufstand. Während die zyperngriechischen Sympathisanten ein vergleichsweise leichtes Spiel hatten, da sie durch diverse Dienstleistungsbereiche einen guten Überblick hatten, mussten die britischen Sicherheitskräfte unter Feldmarschall Sir John Harding erhebliche Anstrengungen aufbringen, um den Terrorismus einzudämmen. Obwohl sie teilweise mit hoher Brutalität vorgingen, vermochten sie den Terrorismus nicht vollständig zu bezwingen. Makarios war deportiert, da der Verwicklung in den EOKA-Aufstand verdächtig, wurde aber freigelassen, als die EOKA zwar erschöpft aber noch kampffähig, einwilligte, die Feindseligkeiten mit der Freilassung und Rückkehr des Erzbischofs einzustellen.
Im April 1957 unter neuen Bedingungen – offensichtlich durch die Suezkrise – modifizierte die britische Regierung ihre Vorstellungen auf Militärbasen auf Zypern statt einst Zypern als Militärbasis. Dies zeitigte eine entspanntere britische Haltung zum Konflikt. Dieser sollte nun im Zusammenhang mit Griechenland und der Türkei gelöst werden, letztere waren hoch alarmiert über die für die türkische Gemeinschaft aus der Enosis drohenden Gefahren. Es kam zu neuen, durch die EOKA entfachten Gewaltausbrüchen, diese verbreiteten sich zunehmend auch in der türkischen Gemeinschaft, als der Plan des neuen Gouverneurs Sir Hugh Foot (für eine einheitliche Selbstverwaltung) bei den Zyperntürken Unruhen auslöste und eine feindselige Antwort der türkischen Regierung zur Folge hatte. Die Gewalt zwischen den beiden Gemeinschaften entwickelte sich zu einem neuen und tödlichen Kennzeichen der Lage.
In den Jahren vor den Zürcher und Londoner Abkommen (1959/1960) suchte Griechenland vergeblich nochmals um internationale Anerkennung und Unterstützung für die „Souveränität Zyperns“ in der UNO angesichts der erneuten und fortwährenden antibritischen EOKA-Gewalt. Schließlich stimmte Griechenland zu, dass die Türkei eine Vertragspartei in den Verhandlungen um die Zukunft Zyperns wird.
Auch Grivas und die EOKA hatten die veränderte Situation zu akzeptieren. Makarios sah keine Möglichkeit, die Türkei von einer Beteiligung an einer Lösung auszuschließen. Die Zyperngriechen glaubten weiterhin, Großbritannien hätte die Zyperntürken gefördert, um die Enosis zu verhindern.

## Vorgeschlagener Anschluss an Griechenland
1948 erklärte König Paul von Griechenland, Zypern wünsche einen Anschluss an Griechenland. 1951 präsentierte die orthodoxe Kirche von Zypern mit einer Volksabstimmung, dass ca. 97 % der zyperngriechischen Bevölkerung den Anschluss wünschten. Die UNO akzeptierte die griechische Petition und die Enosis wurde ein internationales Anliegen. 1952 wurden sowohl Griechenland als auch die Türkei Mitglieder der NATO.

## Griechisch-zyprischer Widerstand
1955 wurde die EOKA (nationale Organisation der zyprischen Kämpfer) gegründet, eine Guerillagruppe unter der Führung von Georgios Grivas, einem zyperngriechischen Offizier. In den folgenden vier Jahren unternahm die EOKA hauptsächlich Angriffe auf britische oder mit den Briten in Verbindung stehende Ziele. Großbritannien reagierte häufig mit gleicher Brutalität und drohte, den türkischen Interessen Folge zu leisten. Großbritannien versuchte – bis zu einem bestimmten Grad mit Erfolg – zu wiederholen, was es in Indien und anderen Kolonien getan hatte: das Volk durch die Religion zu spalten, um die Kolonien einfacher regieren zu können. Nach manchen Autoren ist dies ein allgemein geübter Grundsatz britischer Kolonialpolitik: aus einer Überbetonung der ethnischen Unterschiede erwächst eine Verminderung des nationalen Selbstbewusstseins. Erzbischof Makarios, der zyprische Klerus sowie die politischen Führer befanden sich im Exil auf den Seychellen. Seit Mitte 1956 diskutierte man im Rahmen der NATO, aber alle Bemühungen, ein unabhängiges Zypern als Commonwealth-Mitglied zu schaffen, schlugen fehl.
1957 beschloss die UNO, dass das Problem nach einer Statutory Map gelöst werden solle. Die Exilanten kehrten zurück und beide Seiten starteten zahlreiche Gewaltaktionen gegeneinander.
1958 unterbreitete der britische Premierminister Harold MacMillan neue Zypernvorschläge, aber sein Plan, der auf eine Aufteilung der Insel zielte, wurde von Erzbischof Makarios zurückgewiesen. Dieser erklärte, dass er nur einen Vorschlag akzeptiere, der die Unabhängigkeit ausschließlich sowohl mit der Enosis als auch der Aufteilung garantierte. Am 19. Februar 1959 suchte man mit dem Zürcher Abkommen eine Beendigung des Konflikts zu erzielen. Unter Ausschluss der griechischen und der türkischen Zyprioten umriss Großbritannien, Griechenland und die Türkei eine zypriotische Verfassung, die schließlich von beiden Seiten unterschrieben wurde. Sowohl Griechenland als auch die Türkei zusammen mit Großbritannien wurden zu Garantiemächten der Integrität der Insel ernannt.
Wichtige Punkte des Zürcher Abkommens waren:
- Zypern wird ein unabhängiger Staat.
- Taksim und Enosis werden verboten.
- Griechische und türkische Truppen werden im Verhältnis von ungefähr 3:2 ständig auf Zypern stationiert. Beide Truppen sind den drei Außenministern von Griechenland, der Türkei und Zypern verantwortlich.
- Der Präsident ist Zyperngrieche, gewählt von der zyperngriechischen Bevölkerung; der Vizepräsident Zyperntürke, gewählt von der zyperntürkischen Bevölkerung.
- Das Kabinett besteht aus sieben Zyperngriechen, gewählt vom Präsidenten und drei Zyperntürken, gewählt vom Vizepräsidenten.
- Entscheidungen benötigen eine absolute Mehrheit, aber der Präsident und Vizepräsident haben das Vetorecht.
- Großbritannien bleibt Bürge und behält zwei Militärbasen: Akrotiri und Dhekelia.

## Unabhängigkeit
Am 16. August 1960 erlangte Zypern seine Unabhängigkeit vom Vereinigten Königreich nach einem antibritischen Aufstand der zyperngriechischen EOKA (nationale Organisation der zyprischen Kämpfer), einer Guerillagruppe, die den politischen Anschluss an Griechenland bzw. die Enosis forderte. In Erzbischof Makarios wurde eine charismatische, religiöse und politische Führerpersönlichkeit zum ersten Präsidenten des unabhängigen Zypern gewählt. 1961 wurde Zypern das 99. Mitglied der UNO.
Das Zürcher Abkommen vermochte jedoch nicht, eine Kooperation der griechischen und zyperntürkischen Bevölkerungsteile zu bewirken. Die Zyperngriechen wandten ein, die komplizierten Bestimmungen zum Schutz der zyperntürkischen Interessen behinderten eine effektive Regierung. Beide Seiten setzten die Gewaltaktionen fort. Die Türkei drohte mit einer Invasion der Insel.
Im November 1963 brachte Präsident Makarios eine Reihe von Verfassungsänderungen ein, um einige dieser speziellen Bestimmungen zu beseitigen. Diesen Änderungen widersetzten sich die Zyperntürken, was eine breite Konfrontation auf kommunaler Ebene auslöste, und im Dezember 1963 zu bewaffneten Auseinandersetzungen führte, nachdem die Zyperntürken die Beteiligung an der zentralen Regierung beendet hatten. Makarios ordnete einen Waffenstillstand an und brachte die Angelegenheit erneut vor die UNO. 1964 wurden UNO-Friedenstruppen auf der Insel stationiert. Im selben Jahr beschloss das türkische Parlament eine Invasion Zyperns, die aber durch mangelnde Unterstützung seitens der UNO und der NATO verhindert wurde. Im Ergebnis wurde Grivas nach Athen zurückgerufen und die griechischen Truppen verließen die Insel.
Nach einem weiteren Gewaltausbruch auf kommunaler Ebene 1967–68 wurde eine zyperntürkische provisorische Regierung gebildet.

## Griechischer Putsch und türkische Invasion
Im Juli 1974 erfolgte ein Putsch der zypriotischen Nationalgarde, die die Macht zu ergreifen und die Insel mit Griechenland zu vereinigen trachteten. Daraufhin erfolgte am 20. Juli die militärische Invasion durch die Garantiemacht Türkei in Erfüllung des internationalen Garantievertrags (Art. IV). Die Athener Junta, die den von extremistischen Zyperngriechen, welche Makarios wegen vermeintlicher pro-kommunistischer Neigungen und einem Abrücken von der Enosis feindselig gegenüberstanden, geführten Putsch logistisch und materiell unterstützt hatte, stürzte und als Folge stürzte nur Tage später auch das Marionetten-Regime auf Zypern. Die demokratische Regierung Zyperns konnte nun wieder zurückkehren.
Nun befahlen die türkischen Militärs unter der Regierung von Bülent Ecevit am 14. August 1974, die Invasion auszuweiten, und bis zum 16. August 1974 brachten die türkischen Truppen den Norden der Insel unter ihre Kontrolle. Das Gebiet machte zwar nur 37 % des Staatsgebiets der Republik Zypern aus, auf dem wurden aber 70 % aller Wirtschaftsleistungen erbracht: Darunter befanden sich 66 % aller touristischen Anlagen, 80 % aller Zitrusbäume, der Handelshafen der Insel in Famagusta usw. 162.000 griechische Zyprer, die mit insgesamt 506.000 Bewohnern 79 % der Inselbevölkerung stellten, wurden aus dem nun besetzten Teil Zyperns vertrieben oder flüchteten während der Invasion, eine kleine Minderheit verblieb auf der Halbinsel Karpas (Rizokarpaso), ebenso wie arabischsprachige Maroniten. Anschließend mussten rund 48.000 türkische Zyprer, die damals mit insgesamt 118.000 Bewohnern etwa 19 % der Inselbevölkerung ausmachten, den Süden der Insel verlassen und wurden von der UNO und britischen SBA-Behörden (auch gegen ihren Willen) in das besetzte Gebiet umgesiedelt. Ihr Eigentum an Grund und Boden wurde registriert, um eine Rückgabe bei einer Rückkehr zu erleichtern. Laut Darstellung des türkischen Außenministeriums waren von den Umsiedlungen 120.000 griechische und 65.000 türkische Zyprer betroffen.
Seitdem repräsentiert der Südteil des Landes das gesamte einheitliche Zypern, als wäre die Insel immer noch in dem Zustand, in dem sie in den ersten Jahren nach der Unabhängigkeit von 1960 war und wird als solcher Repräsentant international (mit Ausnahme der Türkei) anerkannt. Der Nordteil zog sich zurück und rief 1975 den Türkischen Föderativstaat von Zypern aus.
Am 15. November 1983 rief das Parlament des Türkischen Föderativstaats von Zypern unter Berufung auf das Selbstbestimmungsrecht der Völker die Unabhängigkeit aus. Am 18. November 1983 erklärte der Sicherheitsrat der Vereinten Nationen mit 13 Stimmen gegen die Stimme Pakistans und bei Stimmenthaltung Jordaniens die Unabhängigkeitserklärung für rechtsungültig, da sie mit dem Vertrag über die Gründung der Republik Zypern und den damit zusammenhängenden Garantievertrag unvereinbar sei (Resolution 541). Eine weitere Resolution (Resolution 550) zur Nichtanerkennung wurde am 13. Mai 1984 gegen die Stimme Pakistans und bei Stimmenthaltung der Vereinigten Staaten beschlossen. Lediglich die Türkei akzeptierte das Selbstbestimmungsrecht der Völker als rechtliche Grundlage für die Unabhängigkeitserklärung, während die Staaten des Sicherheitsrats dies überwiegend aus völkerrechtlichen Gründen, aber auch als Verstoß gegen die Zypern-Resolutionen der Generalversammlung der Vereinten Nationen ablehnten. Die Blockfreien sahen die Unabhängigkeitserklärung als Verstoß gegen ihre eigenen Erklärungen, weitere Bedenken betrafen die Angst um den Weltfrieden. Die Türkische Republik Nordzypern wird bis heute nur von der Türkei anerkannt, wird international zugunsten des Wunsches nach einem vereinten Zypern abgelehnt und ist durch ein internationales Embargo isoliert.
Die UNO Friedenstruppen bewachten eine Pufferzone zwischen beiden Seiten. Seit 1974 gab es bis auf gelegentliche Demonstrationen oder geringfügige Vorkommnisse zwischen Soldaten in der Pufferzone keine nennenswerten Konflikte, bis im August 1996 die Spannung eskalierte, als Zyperngriechen und Festlandgriechen die Grenze durchbrechen wollten. Als der Zyperngrieche Solomos Solomou auf einen Fahnenmast kletterte, um die Flagge der Türkei zu entfernen, wurde er von türkischen Soldaten erschossen.
Im Dezember 1999 wurden die UN-geführten Gespräche über den Status Zyperns wieder aufgenommen, um den Boden für weitere Vermittlungen zu einer vollständigen Lösung zu bereiten. Bemühungen, die Insel in einer Konföderation wiederzuvereinen, halten jedoch unter UNO-Beobachtung an.
Als Zypern den EU-Beitritt für Mai 2004 plante, verhandelte man erneut über den Status der Insel. Im Dezember 2003 wurden die Grenzen zwischen beiden Teilen Zyperns teilweise geöffnet, zahlreiche Zyprioten besuchten die Gegenseite, eine Arbeitsmigration der Zyperntürken in Richtung Süden (besonders Richtung Nikosia/Lefkoşa) setzte ein. Im April 2004 erfolgte auf den Seiten beider Gemeinschaften ein Referendum über den Annan-Plan, der eine Wiedervereinigung nach dem UN-Vorschlag zum Ziel hatte. Der Plan wurde von den Zyperngriechen abgelehnt, während die Zyperntürken zustimmten; jedoch war die Zustimmung beider Seiten für eine erfolgreiche Ausführung erforderlich.
Am 9. März 2007 gab es aus den Reihen der politischen Verantwortlichen in Zypern erneut Anzeichen des Aufeinanderzugehens. So wurde auf Veranlassung der griechisch-zyprischen Regierung, die damit ein „Zeichen des guten Willens“ setzen wollte, ein Teil der Grenzbefestigung in der Altstadt von Nikosia eingerissen. Die Europäische Kommission begrüßte diesen Schritt und ermunterte die türkische Seite, die symbolische Geste anzunehmen.